# Cavalier John Trelawney
Il cavaliere, conte o esquire John Trelawney è un personaggio immaginario che appare nel romanzo d'avventura del 1883 L'isola del tesoro di Robert Louis Stevenson.
È il nobile locale nella zona in cui vive Jim Hawkins e un amico del dottor Livesey. Trelawney, che è stato in mare in passato e ha prestato servizio nell'esercito sotto l'ammiraglio Hawke, è un nobile patriottico, generoso, gentile, avventuroso e con uno spirito da leader. Ha scoperto la mappa del tesoro con Jim e il dottor Livesey. È una delle tre persone che lo hanno scoperto ed è colui che finanzia l'intera spedizione all'isola del tesoro e, molto gentilmente, ripara la taverna degli Hawkins, l'Ammiraglio Benbow, a proprie spese.
Inizialmente aspirava alla leadership; tuttavia, la sua loquacità e la sua ingenuità fecero sì che la maggior parte dell'equipaggio della Hispaniola fosse composto da pirati del Capitano Flint. Ha ceduto il diritto di comando al capitano Smollett quando ha saputo dell'imminente ammutinamento da parte di Long John Silver. Durante il viaggio portò con sé tre servitori disciplinati e fedeli, che si mostrarono bene nelle battaglie con i pirati.

## Caratteristiche
John Trelawney è descritto da Stevenson come un uomo alto più di un metro e ottanta, con un viso schietto e pronto, tutto irruvidito e arrossato, segnato dai suoi molti viaggi.
È l'aristocratico di Bristol, in Inghilterra, un proprietario terriero ricco, eccitabile e ampolloso, nonché amico del dottor David Livesey. Viene cercato da Jim Hawkins per custodire la mappa del tesoro in possesso di Jim dopo la morte del capitano Billy Bones. È un po' ingenuo, essendo stato convinto dall'astuto Long John Silver ad assumere un equipaggio di pirati. Tuttavia, quando Jim scopre l'ammutinamento pianificato, Trelawney ammette umilmente il suo errore e si dimostra un compagno leale e capace. È un uomo che ha viaggiato molto ed è il miglior tiratore dell'equipaggio. Mostra anche buone qualità di leadership e mantiene la calma durante tutta l'avventura.

## Ruolo nella trama
Il cavaliere Trelawney progetta immediatamente di commissionare una nave a vela e un equipaggio per cercare il tesoro del capitano Flint con l'aiuto del dottor Livesey e Jim. Attraverso i suoi contatti, finanzia l'intera spedizione all'omonima isola del tesoro. Andando al molo di Bristol, Trelawney acquista la goletta Hispaniola, assume il capitano Alexander Smollett per comandarla e assume Long John Silver, un marinaio ex cuoco e ora proprietario della taverna "Spy-Glass" sul molo, per gestire la cambusa. Quando si tratta di assumere un equipaggio per la nave, fa molto affidamento sui consigli di Silver, che recluta un gruppo di altri pirati.
Livesey lo avverte di tacere sul loro obiettivo, ma non riesce a mantenere un segreto e tutti vengono a conoscenza della natura della missione. Sebbene Trelawney sia il finanziatore della spedizione e sembri essere il migliore socialmente di tutti gli altri a bordo della nave, viene sollevato in privato in diverse occasioni a causa della sua mancanza di discrezione. Stevenson fa osservare a Jim Hawkins che né lui né il capitano prestarono molta attenzione alle proteste del signor Trelawney, poiché è un parlatore sciolto. Trelawney, rivolgendosi al capitano Smollett, viene rimproverato al momento della rivelazione che gli uomini raccolti da Silver sono il vecchio equipaggio di Flint, che complotta per un ammutinamento.
Quando l'equipaggio si ammutina per rubare il tesoro, Trelawney, Livesey e i loro fedeli membri dell'equipaggio sorprendono i pochi pirati che sono rimasti sulla Hispanola, remando a riva e trasferendosi nel vecchio fortino di Flint. I pirati vengono sconfitti, il tesoro viene diviso tra Trelawney e i suoi uomini fedeli, che tornano in Inghilterra, lasciando i pirati sopravvissuti abbandonati sull'isola.

## Interpreti (cinema, radio, televisione)
| Anno | Ben Gunn                                    | Media       | Titolo |
| ---- | ------------------------------------------- | ----------- | --- |
| 1920 | Sydney Deane                                | cinema      | L'isola del tesoro - film (USA, 1920), diretto da Maurice Tourneur. |
| 1934 | Nigel Bruce                                 | cinema      | L'isola del tesoro - film (USA, 1934), diretto da Victor Fleming. |
| 1938 | Michail Klimov                              | cinema      | L'isola del tesoro - film (Russia, 1938), diretto da Vladimir Vajnštok. |
| 1950 | Walter Fitzgerald                           | cinema      | L'isola del tesoro - film (USA, Regno Unito, 1950), diretto da Byron Haskin. |
| 1972 | Walter Slezak                               | cinema      | L'isola del tesoro - film (Francia, Italia, Spagna, Regno Unito, Germania Ovest, 1972), diretto da Andrea Bianchi e John Hough.                                                                  |
| 1988 | Boris Voznyuk                               | televisione | Ostrov Sokrovisc - film (Russia, 1988), diretto da David Cerkasskij. Il film è per metà animato ma le canzoni fatte sono live action - Liberamente ispirato al romanzo                           |
| 1990 | Richard Johnson                             | cinema      | L'isola del tesoro - film (USA, Regno Unito, 1990), diretto da Fraser Clarke Heston. |
| 1993 | Hugh Laurie [voce] (ed.it. Riccardo Peroni) | televisione | L'isola del tesoro, serie TV d'animazione in 26 episodi (Regno Unito, 1993), prodotta da Dino Athannassiou e Film Fair - Liberamente ispirata al romanzo, con l'aggiunta di elementi fantastici. |
| 1999 | Christopher Benjamin                        | cinema      | L'isola del tesoro - film (Canada, 1999), diretto da Peter Rowe. |
| 2006 | Dean Arevalo                                | cinema      | Pirates of Treasure Island - film (USA, 2006), diretto da Leigh Scott. |
| 2012 | Rupert Penry-Jones                          | televisione | L'isola del tesoro - miniserie televisiva (Irlanda, Gran Bretagna, 2012), diretta da Steve Barron.                                                                                               |